# Samsami
Samsami (persan : صمصامي) est une ville, chef-lieu du district de Doab-Samsami situé dans la préfecture de Kuhrang dans la province du Tchaharmahal-et-Bakhtiari en Iran, à environ 130 km à l'ouest de Shahrekord, et desservi par la route Shahrekord – Masjed Soleiman. 

## Population
La population y est essentiellement constituée de Lors bakhtiaris sédentarisés de la tribu Gandali de la branche Haft Lang. Lors du recensement de 2006, la population de la ville était de 354 habitants répartis dans 69 familles. 